# Гней Папирий Карбон (консул 85 года до н. э.)
Гней Папи́рий Карбо́н (лат. Gnaeus Papirius Carbō; казнён около 82 года до н. э., Лилибей, провинция Сицилия) — древнеримский политик и военачальник из плебейского рода Папириев, консул 85, 84 и 82 годов до н. э. Впервые упоминается в источниках в качестве народного трибуна 92 года до н. э. Возможно, участвовал в Союзнической войне и поддерживал Гая Мария во внутриполитической борьбе 88 года до н. э. В 87 году, когда войска Мария и Луция Корнелия Цинны осадили Рим, Карбон был уже одним из самых видных деятелей марианской партии и командовал одной из четырёх армий. Цинна, ставший вскоре единоличным правителем республики, дважды назначал Гнея Папирия своим коллегой по консульству (на 85 и 84 годы); когда Луций Корнелий погиб в начале 84 года, Карбон остался единственным консулом.
В 82 году до н. э. Карбон получил третий консулат и стал одним из командующих армией марианцев в войне с Луцием Корнелием Суллой. После нескольких поражений он бежал в Африку, но был настигнут Гнеем Помпеем и казнён.

## Биография

### Происхождение
Гней Папирий принадлежал к плебейскому роду Папириев. Патрицианский род с тем же названием (сначала — Паписии) упоминается в источниках, начиная с 444 года до н. э.; он угас к концу III века, и плебеи Карбоны не имеют к нему никакого отношения. Первый известный истории носитель когномена Карбон достиг претуры в 168 году до н. э. и стал отцом двух сыновей: Гая (первого в истории рода консула, занимавшего эту должность в 120 году до н. э.) и Гнея, консула 113 года. Сын последнего, получивший то же имя, и стал трёхкратным консулом. У него были родной брат Гай Папирий Карбон (претор) и двоюродный брат Гай Папирий Карбон Арвина (народный трибун 90 года до н. э.) Все представители этого семейства, начиная с времён Гракхов, принадлежали к «народной партии».

### Ранние годы и начало карьеры
Плиний Старший сообщает, что Гней Папирий появился на свет уже с зубами. Гней-старший в 112 году до н. э. был вынужден покончить с собой из-за обвинения, предъявленного ему Марком Антонием Оратором, причём сделал это, выпив сапожные чернила (по выражению Цицерона, он «оправдался при помощи сапожных чернил»). Гней-младший появился в источниках только спустя 20 лет: в 92 году до н. э. он был народным трибуном. Сохранилось только одно сообщение о событиях этого года, из которого можно сделать вывод о какой-то смуте: консул Гай Клавдий Пульхр доложил сенату о «мятеже Гнея Карбона», поскольку последний не распустил народное собрание, когда начались беспорядки. Выслушав доклад и мнение о нём Луция Лициния Красса, сенат признал, что Гней Папирий стремился к «насильственным действиям».
Исходя из требований Закона Виллия, Карбон должен был не позже 88 года до н. э. занимать претуру. Луций Анней Флор в связи с событиями 89 года на фронтах Союзнической войны пишет о некоем Карбоне, одержавшем победу над луканами. Речь здесь может идти либо о Гнее Папирии (и тогда его претуру, вероятно, следует датировать 89 годом), либо о его кузене Гае Папирии Карбоне Арвине. В периохе книги LXXVI Тита Ливия упоминается Публий Габиний, который именно в 89 году воевал с луканами и погиб в одном из сражений. Немецкий антиковед Ф. Мюнцер предположил, что Карбон заменил Габиния в Лукании.

### На стороне Мария и Цинны
В 88 году до н. э. внутриполитическая борьба в Риме переросла в гражданскую войну. Поводом стали два закона, принятые по инициативе народного трибуна Публия Сульпиция: новые граждане из числа италиков должны были распределяться по всем трибам и получали таким образом возможность влиять на исход выборов; а Гай Марий получал командование в войне с Митридатом, изначально предназначавшееся Луцию Корнелию Сулле. В ответ последний двинул свою армию на Рим. Заняв город, он добился провозглашения «врагами» (hostes) двенадцати своих политических противников. Источники называют имена девяти из них (в том числе Мария и Сульпиция); в историографии есть предположения, что одним из трёх неназванных фигурантов списка был Гней Папирий, который мог принимать активное участие в бурных событиях 88 года (во всяком случае, уже годом позже он был одним из нескольких руководителей марианской «партии»).
Двенадцати противникам Суллы «было поставлено в вину то, что они возбудили волнения, вели войну против консулов, объявили свободу рабам, чтобы побудить их к отложению. Все они объявлены были врагами римлян, и всякий встречный мог безнаказанно убить их или отвести к консулам». Впрочем, спастись смогли все, кроме Публия Сульпиция.
В 87 году до н. э. один из консулов, Луций Корнелий Цинна, тоже решил распределить новых граждан по всем трибам и тоже был вынужден бежать из родного города. Гражданская война возобновилась. Вернувшийся в Италию Марий присоединился к Цинне, и Рим был осаждён сразу четырьмя армиями. Одной из них командовал Гней Папирий, действовавший совместно с Цинной. Рим защищал Гней Помпей Страбон. Между ним и Карбоном, видимо, существовали какие-то старые связи, которые помогли начать переговоры. Но враждующим сторонам не удалось до чего-либо договориться. Вскоре Страбон умер во время эпидемии, а Рим сдался марианцам.
Вскоре после этих событий Карбон выступил в суде в качестве защитника сына Страбона — юного Гнея Помпея (позже прозванного Великим). Последнего обвиняли в присвоении добычи, захваченной его отцом в Аускуле в 89 году до н. э. Кроме Карбона, защитниками были Квинт Гортензий Гортал и Луций Марций Филипп. Помпей был оправдан.
Тем временем умер Гай Марий (январь 86 года до н. э.). Цинна, ставший фактическим правителем Италии и большей части провинций, сделал своим коллегой по консульству на 86 год Луция Валерия Флакка, а на 85 и 84 годы — Карбона.

### Во главе республики
Главной проблемой для правительства Цинны и Карбона был Сулла, который в 85 году до н. э. закончил победой войну с Понтом и начал подготовку к высадке в Италии. Он отправил римскому сенату послание, в котором перечислял свои заслуги и заявлял, что скоро вернётся в Италию, чтобы спасти Рим от негодяев, которые захватили в нём власть. Цинна и Карбон в ответ начали энергичные приготовления к новой гражданской войне: они набирали войска, ремонтировали флот, собирали продовольствие и деньги, вели пропаганду среди италиков, чьи гражданские права стали одной из причин конфликта. Сенат же предложил начать переговоры о мире и даже приказал консулам приостановить свою мобилизационную деятельность. Те ограничились формальными обещаниями.
В начале 84 года до н. э. Гней Папирий и Цинна приступили к переправе своей армии из Северной Италии в Иллирию. Возможно, они планировали закалить своих новобранцев в боях с иллирийскими племенами, а потом соединиться с наместником Македонии Луцием Корнелием Сципионом Азиатским и разгромить Суллу в Греции. Но солдаты явно не хотели воевать с согражданами, к тому же море было слишком бурным для спокойной переправы. Один из отрядов попал в шторм, уцелевшие солдаты разбежались по домам. Цинна, пытавшийся навести порядок в армии, был убит мятежниками.
Карбон в это время находился на севере Италии. Вопреки постановлению сената Гней Папирий собирал заложников из всех италийских муниципиев, чтобы гарантировать преданность общин в предстоящей войне с Суллой; в Плаценции местный магистрат Марк Кастриций отказался выполнять его требования и на заявление консула «У меня много мечей» ответил: «А у меня много лет». После этого Карбону пришлось уйти ни с чем. Известно, что в это время квестором Гнея Папирия был Гай Лициний Веррес; по словам Цицерона, «Карбон был очень недоволен, что квестором ему достался человек замечательно расточительный и ленивый; тем не менее он делал ему всевозможные услуги и награждал его». Но Веррес при первом же удобном случае сбежал, взяв с собой казённые деньги — 600 тысяч сестерциев.
После гибели коллеги Карбон должен был провести выборы консула-суффекта, и народные трибуны настойчиво звали его в Рим для проведения голосования; но он, предпочитая править в одиночку, игнорировал эти приглашения. Гней Папирий всё-таки приехал в Рим, когда трибуны пригрозили ему отрешением от власти, и назначил дату выборов, но потом перенёс её под предлогом неблагоприятных предзнаменований. Позже молния ударила в храмы Цереры и Луны, и по этой причине авгуры отложили выборы до летнего солнцестояния. Вероятно, в дальнейшем вопрос об избрании консула-суффекта уже не поднимался, так что Карбон был единственным высшим магистратом до конца года.
В 84 году до н. э. Сулла прислал ещё одно письмо сенату, в котором, согласно Ливию, только просил об амнистии для изгнанников, а согласно Аппиану, объявлял, что никогда не примирится с марианцами и фактически грозил войной. Сенат особым постановлением приказал обоим полководцам распустить армии, «но Карбон о своими сторонниками, считая за лучшее войну, добились, что соглашение не состоялось». Правда, А. Короленков и Е. Смыков предполагают, что постановление предназначалось в первую очередь Сулле, командовавшему относительно небольшой, но опытной и готовой к войне армией.
На очередных консульских выборах, организованных Гнеем Папирием, победили Луций Корнелий Сципион Азиатский и Гай Норбан, которых в историографии характеризуют как «умеренных» марианцев. Карбон, по мнению одних историков, оказался на некоторое время оттеснённым от власти, по мнению других — в целом сохранил свои позиции.

### Война с Суллой и гибель
В 83 году до н. э. Сулла высадился в Южной Италии и двинулся на Рим. Карбон в это время был проконсулом Цизальпийской Галлии. Известно, что после поражений обоих консулов он приезжал в Рим, чтобы добиться провозглашения врагами тех сенаторов, которые бежали к Сулле. Источники называют имя только одного из таких беглецов — Квинта Цецилия Метелла Пия. Именно во время пребывания Гнея Папирия в Риме сгорел Капитолийский храм; в поджоге одни обвиняли сулланцев, другие — консулов или Карбона.
Поскольку Норбан и Сципион были наголову разгромлены Суллой, консулами на следующий год выбрали Карбона и Гая Мария-младшего. Против этого избрания выступил Квинт Серторий — видный деятель марианской партии, который, возможно, сам рассчитывал на консульство. Столкнувшись с его критикой, Карбон и Марий отправили Сертория наместником в Ближнюю Испанию; в результате для марианцев был потерян, возможно, наиболее компетентный военачальник.
В начале года консулы активно готовились к предстоящей кампании. Прибегнув к конфискациям храмовых ценностей, они смогли собрать огромный объём средств: даже по окончании войны в казне республики оставалось 14 тысяч фунтов золота и 6 тысяч фунтов серебра. Армию удалось пополнить за счёт ветеранов Мария-старшего и италиков. Карбон отправился на север Италии, против Метелла Пия и Гнея Помпея, тогда как Марию выпало воевать в Лации и Кампании против самого Суллы.
Легаты Гнея Папирия (Гай Каррина и Гай Марций Цензорин) с самого начала кампании терпели неудачи. Карбон, узнав о поражении Мария на юге, отступил в Аримин, но позже прорвался в Этрурию. Здесь он столкнулся с армией Суллы. Упорное сражение при Клузии не выявило победителя, и это может считаться единственной неудачей Суллы в гражданской войне. В дальнейшем Карбон предпринял несколько попыток помочь Марию, осаждённому в Пренесте: он направлял к этому городу восемь легионов во главе с Цензорином и два легиона под командованием Брута Дамасиппа, но обе эти армии были разбиты.
В сражении при Фиденции и сам Гней Папирий потерпел поражение от Марка Теренция Варрона Лукулла. Хотя у него оставалась ещё 30-тысячная армия, консул бежал в Африку. Сулла, закончив войну в Италии и включив Карбона в первый из своих проскрипционных списков, направил против него Помпея, который нашёл Гнея Папирия на острове Коссура.

Помпей велел привести к себе римлянина, трижды бывшего консулом, и в оковах заставил его стоять перед своим судейским креслом, а сам, к негодованию и раздражению присутствующих, вел следствие сидя. Затем последовал приказ увести и казнить Карбона. Когда приговоренного привели к месту казни, он, увидев обнаженный меч, просил, как передают, дать ему место и немного времени для отправления естественных потребностей.
— Плутарх. Помпей, 10.
Аппиан сообщает, что Помпей «поносил Карбона при всём народе»; согласно эпитоматору Ливия, Гней Папирий «встретил смерть, рыдая, как женщина». Его голову Помпей отослал Сулле.

## Потомки
У Гнея Папирия не было детей. Представитель следующего поколения Карбонов Гай был сыном его кузена — Карбона Арвины.

## Оценки
В сочинениях Цицерона сохранились суждения о Гнее Папирии его партийных врагов. Так, в одной из речей против Верреса оратор говорит, что «Карбон был дурным гражданином, плохим консулом, мятежником»; он признаёт, что большинству его слушателей это имя ненавистно. Согласно Цицерону, «никто из племени Карбонов не был гражданином» и «никто не был бесчестнее», чем Гней Папирий.
Плутарх называет Карбона «тираном ещё более безрассудным, чем Цинна». Он признаёт, что казнь Гнея Папирия могла быть необходима, но всё же осуждает Помпея за «бесчеловечное глумление над его несчастьями». Тит Ливий и Аппиан упоминают малодушие Карбона.